# Schleid (Türingia)
Schleid település Németországban, azon belül Türingiában. Lakosainak száma 1007 fő (2023. december 31.). Schleid Kaltennordheim és Geisa községekkel határos.

## Népesség
A település népességének változása:
| Lakosok száma | 1020 | 1028 | 1022 | 1012 | 1007 |
|               | 2017 | 2019 | 2021 | 2022 | 2023 |